# Paul Goodman
Paul Goodman (New York, 1911. szeptember 9. – North Stratford, New Hampshire, 1972. augusztus 2.) amerikai szociológus, költő, író. Legmaradandóbb műve a Growing Up Absurd (Abszurd gyerekkor). Támogatója volt a kis szabad iskoláknak (Summerhill) és az egyetemista ellenkulturális mozgalomnak. Kevésbé ismert, hogy egyik alapítója volt az 1940-es és az 1950-es években a Gestaltterápiának.

## Élete
A zsidó származású Goodman 1931-ig New Yorkban járt iskolába, majd a Chicagói Egyetemen tanult angol irodalmat. Diplomázása után az egyetemen kezdett tanítani, de homoszexualitása miatt elbocsátották. Később ugyanezért máshol is elbocsátották tanári állásából. Az 1940-es évek végén az 1933-ban Németországból emigrált Fritz Perlsszel megalapította a Gestaltterápia Intézetet (New York, Cleveland).
Éveken át a társadalom peremén élt, szegényen, mígnem a hatvanas években a kibontakozó egyetemi diákmozgalom mentora és harcostársa lett. Amikor a diákmozgalom egy jó része a leninizmus felé fordult, Goodman elfordult tőlük, és nagyon csalódott lett. 1972-ben hunyt el.

## Művei
| Ismeretközlő irodalom - Pieces of Three, with Meyer Liben and Edouard Roditi (Harrington Park, N.J.: 5 X 8 Press, 1942) - Art and Social Nature. (New York: Vinco Publishing Company, 1946) - Kafka's Prayer. (New York: Vanguard Press, 1947); reprinted (New York: Stonehill, 1976) - Communitas: Means of Livelihood and Ways of Life, with Percival Goodman (Chicago: University of Chicago Press, 1947); revised 2nd edition (New York: Vintage Books, 1960); revised 3rd edition (New York: Columbia University Press, 1990) - Gestalt Therapy: Excitement and Growth in the Human Personality. with Frederick S. Perls and Ralph Hefferline [volume two, "Novelty, Excitement, and Growth," by Goodman] (New York: Julian Press, 1951); reprinted (Highland, New York: The Gestalt Journal Press, 1994) - The Structure of Literature. (Chicago: University of Chicago Press, 1954) - Speaking and Language: Defence of Poetry. (New York: Random House, 1971) - Growing Up Absurd: Problems of Youth in the Organized System. (New York: Random House, 1960; London: Victor Gollancz, 1961) - Utopian Essays and Practical Proposals. (New York: Random House, 1962) - The Community of Scholars. (New York: Random House, 1962) - Drawing the Line. (New York: Random House, 1962) - The Society I Live In Is Mine. (New York: Horizon Press, 1962) - Compulsory Mis-education. (New York: Horizon Press, 1964) - Seeds of Liberation, edited by Goodman (New York: George Braziller, 1964) - People or Personnel. (New York: Random House, 1965) - The Moral Ambiguity of America. [Massey Lectures, Sixth Series] (Toronto: Canadian Broadcasting Corporation, 1966); published in the U.S. as Like a Conquered Province: The Moral Ambiguity of America (New York: Random House, 1967) - Five Years. With an Introduction by Harold Rosenberg. (New York: Brussel & Brussel, 1966 - The Politics of Being Queer. 1969. - New Reformation: Notes of a Neolithic Conservative. (New York: Random House, 1970) - Little Prayers and Finite Experience. (New York: Harper & Row, 1972) - The Writings of Paul Goodman, edited by David Ray and Taylor Stoehr, special double issue of New Letters, 42 (Winter/Spring 1976) - Drawing the Line: Political Essays, edited by Taylor Stoehr (New York: Free Life Editions, 1977) - Creator Spirit Come!: Literary Essays, edited by Taylor Stoehr (New York: Free Life Editions, 1977) - Nature Heals: Psychological Essays, edited by Taylor Stoehr (New York: Free Life Editions, 1977) - Finite Experience and Crazy Hope, edited by Taylor Stoehr (Cleveland: Gestalt Institute of Cleveland Press, 1994) [augmented edition of Little Prayers and Finite Experience] - Decentralizing Power: Paul Goodman’s Social Criticism, edited by Taylor Stoehr (Montreal: Black Rose Books, 1994) - Format and Anxiety: Paul Goodman Critiques the Media, edited by Taylor Stoehr (Brooklyn, NY: Autonomedia, 1995) | Szépirodalom - The Grand Piano; or, The Almanac of Alienation. (San Francisco: Colt Press, 1942) [volume one of The Empire City (1959)] - The State of Nature. (New York: Vanguard Press, 1946) [volume two of The Empire City (1959)] - The Copernican Revolution. (Saugatuck, Conn.: 5 X 8 Press, 1946) - The Break-Up of Our Camp and Other Stories. (Norfolk, Conn.: New Directions, 1949) - The Dead of Spring. (Glen Gardner, N.J.: Libertarian Press, 1950) [volume three of The Empire City (1959)] - Parents' Day (Saugatuck, Conn.: 5 X 8 Press, 1951); reprinted (Santa Barbara, CA: Black Sparrow Press, 1985) - The Empire City. (Indianapolis & New York; Bobbs-Merrill, 1959); reprinted (New York: Vintage, 1977); reprint (Santa Rosa, CA: Black Sparrow Press, 2001) - Our Visit to Niagara. (New York: Horizon Press, 1960) - Making Do. (New York: Macmillan, 1963) - Adam and His Works: Collected Stories. (New York: Vintage Books, 1968) - The Break-Up of Our Camp, Stories 1932-1935, volume one of The Collected Stories, edited by Taylor Stoehr (Santa Barbara, CA.: Black Sparrow Press, 1978) - A Ceremonial, Stories 1936-1940, volume two of The Collected Stories, edited by Taylor Stoehr (Santa Barbara, CA.: Black Sparrow Press, 1978) - The Facts of Life, Stories 1940-1949, volume three of The Collected Stories, edited by Taylor Stoehr (Santa Barbara, CA.: Black Sparrow Press, 1979) - Don Juan: or, The Continuum of the Libido, edited by Taylor Stoehr (Santa Barbara, CA.: Black Sparrow Press, 1979) - The Galley to Mytilene, Stories 1949-1960, volume four of The Collected Stories, edited by Taylor Stoehr (Santa Barbara, CA.: Black Sparrow Press, 1980) Versek és színdarabok - Stop-Light: Five Dance Poems. (Harrington Park, N.J.: 5 X 8 Press, 1941) - The Facts of Life. (New York: Vanguard Press, 1945; London: Editions Poetry London [Nicholson & Watson], 1946) - The Lordly Hudson: Collected Poems. (New York: Macmillan, 1962) - Three Plays: The Young Disciple, Faustina, Jonah. (New York: Random House, 1965) - Hawkweed: Poems. (New York: Random House, 1967) - North Percy. (Los Angeles: Black Sparrow Press, 1968) - The Open Look, with photographs by Stefan Congrat-Butlar (New York: Funk & Wagnalls, 1969) - Tragedy & Comedy: Four Cubist Plays. (Los Angeles: Black Sparrow Press, 1970) - Homespun of Oatmeal Gray: Poems. (New York: Random House, 1970) - Collected Poems, edited by Taylor Stoehr. With a memoir by George Dennison. (New York: Random House, 1973) |

## Másodlagos irodalom
- Stoehr, Taylor, Here, Now, Next: Paul Goodman and the Origins of Gestalt Therapy
- Widmer, Kingsely, 1980. Paul Goodman. Twayne
- Nicely, Tom, 1979. Adam & His Work: a bibliography of sources by and about Paul Goodman (1911-1972). Scarecrow Press
- "On Paul Goodman", in "Under the Sign of Saturn: Essays" by Susan Sontag (New York: Farrar, Straus & Giroux, 1980)